# Финале Купа Мађарске у фудбалу 2013.
Финале Мађарског купа 2013. је одлучило о победнику Мађарског купа 2012/13., 73. сезоне мађарског премијерног фудбалског купа. Утакмица је одиграна 22. маја 2013. године а учесници финалне утакмице су били ФК Дебрецин и ФК Ђер. Утакмица је одиграна на стадиону Јожеф Божик пред 5.570 гледалаца.

## Пут до финала
| Дебрецин             | Дебрецин | Дебрецин                  | Коло          | Ђер            | Ђер      | Ђер                       |
| -------------------- | -------- | ------------------------- | ------------- | -------------- | -------- | ------------------------- |
| Противник            | Резултат | Утакмица                  |               | Противник      | Резултат | Утакмица                  |
|                      |          |                           | Друго коло    | ФК Баботи ШЕ   | 12 : 0   |                           |
| ФК Сентлеринц ШЕ     | 3 : 1    |                           | Треће коло    | ФК Белчкеји ШЕ | 5 : 2    |                           |
| ФК Њиређхаза Спартак | 5 : 4    | 2 : 3 гост; 3 : 1 домаћин | Осмина финала | ФК Пакш        | 7 : 2    | 4 : 0 домаћин; 3 : 2 гост |
| ФК Летавертеш ШК '97 | 10 : 0   | 2 : 0 гост; 8 : 0 домаћин | Четвртфинале  | ФК Хонвед      | 3 : 0    | 1 : 0 гост; 2 : 0 домаћин |
| ФК Вашаш             | 6 : 1    | 3 : 0 гост; 3 : 1 домаћин | Полуфинале    | Видеотон       | 3 : 2    | 2 : 0 гост; 1 : 2 домаћин |

## Преглед
У финалу су учествовале две најуспешније провинцијске екипе у Мађарској.
Један од учесника био је и бранилац титуле ВСК тим из Дебрецина, који је пет пута у историји освајао трофеј Купа Мађарске. Први успех постигао је на крају кампање 1998/99., а последњи у финалу купа 2012. године против МТК Будимпеште, победник је био одлучен извођењем једанаестераца. Поред пет освојених титула у купу, екипа је учествовала у још два финала.
Други учесник финала био је тим Ђер ЕТОа. Екипа се похвалити са четири успешна финала у купу. Први пут у својој историји Ђер је освојио Мађарски куп 1965. године. Зелено-бели су последње победничко финале одиграли на крају сезоне 1978/79. Пре финала ове 2013. године,  последњи пут су се појавили у финалу 2009. године.
Ове две екипе се никада до сада нису састале у финалу Купа Мађарске.
Извор на веб страници Самофудбал:

## Утакмица
Финале је играно на стадиону Божик у Будимпешти са почетком у 20 часова. Сусрет је на терену пратило 5.570 гледалаца. У првих четврт сата ниједна страна није озбиљније запретила. У деветнаестом минуту Ђер ЕТО је повео голом Немање Андрића, који је из непосредне близине погодио у гол Дебрецина после „варке телом”. У наставку полувремена обе екипе су наметнуле јак темпо. На полувреме се отишло са вођством Ђера од 1 : 0. Дебрецин је изједначио у педесет и првом минуту, ударац Адама Кулибалија се одбио од дефанзивца Ђера, преварио голмана и ушао у гол. И после изједначења преовладала је воља играча Дебрецина која се исказивала све више како је утакмица одмицала. Меч је одлучен у осамдесет шестом минуту са голом који је постигао Кулибали. Два минута касније, опасан ударац главом од стране играча Ђера прошао је поред гола Дебрецина. Резултат се више није мењао: Дебрецен ВШК – Ђер ЕТО 2 : 1.
Био је то петнаести пут да је бранилац титуле и одбранио титулу. ДВШК је освојио трофеј шести пут од 1999. године и први пут у две узастопне године.
| Дебрецин ВШК (НБ I)      | 2 : 1    | Ђер ЕТО (НБ I) |
| ------------------------ | -------- | -------------- |
| Адамо Коулибали 51’, 86’ | Извештај | Немања Андрић  |

| дебрецин | Ђер |

|               |  |                     |  |
|               |  |                     |  |
| GK            |  | Иштван Верпец       |  |
| DF            |  | Петер Мате          |  |
| DF            |  | Чаба Бернат         |  |
| DF            |  | Норберт Месарош     |  |
| DF            |  | Михаљ Корхут        |  |
| MF            |  | Петер Цвиткович 81’ |  |
| MF            |  | Луис Рамос 19’      |  |
| MF            |  | Адам Боди           |  |
| MF            |  | Јанош Ференци 68’   |  |
| FW            |  | Адамо Кулибали      |  |
| FW            |  | Тамаш Кулчар 40’    |  |
| Резерве:      |  |                     |  |
| GK            |  | Герге Сечи          |  |
| DF            |  | Иштван Сич          |  |
| MF            |  | Селим Буадла 81’    |  |
| MF            |  | Иштван Шпицмилер    |  |
| MF            |  | Тибор Домби         |  |
| FW            |  | Ибрахима Сидибе 40’ |  |
| FW            |  | Марк сечи 68’       |  |
| Тренер:       |  |                     |  |
| Елемер Кондаш |  |                     |  |

|              |  |                          |  |
|              |  |                          |  |
| GK           |  | Петер Молнар             |  |
| DF           |  | Акош Такач 90+3’         |  |
| DF           |  | Золтан Липтак 81’        |  |
| MF           |  | Михал Швец               |  |
| MF           |  | Никола Трајковић 47’ 62’ |  |
| MF           |  | Мате Паткаји             |  |
| MF           |  | Данијел Велђи            |  |
| MF           |  | Ђорђе Кембер             |  |
| MF           |  | Немања Андрић            |  |
| FW           |  | Тармо Кинк               |  |
| FW           |  | Роланд Варга 32’         |  |
| Резерве:     |  |                          |  |
| GK           |  | Лубош Каменар            |  |
| DF           |  | Владимир Ђорђевић 81’    |  |
| MF           |  | Рок Кронаветер 32’       |  |
| MF           |  | Адам Дудаш 62’           |  |
| MF           |  | Линас Пилибаитис         |  |
| MF           |  | Марко Дињар              |  |
| FW           |  | Гиорги Квилитаиа         |  |
| Тренер:      |  |                          |  |
| Атила Пинтер |  |                          |  |